# سيارة اصطدامية
السيارة الاصطدامية (بالإنجليزية: Bumper car)‏ هي عربة صغيرة تعمل بالطاقة الكهربائية، تستمد السيارة الاصطدامية الطاقة من الأرضية و/أو السقف داخل حلبة خاصة لتتصادم مع مثيلاتها من السيارات بغرض المتعة والترفيه.

## طريقة التشغيل والتصميم
يتم توفير الطاقة بشكل عام بإحدى الطرق الثلاث:
- الطريقة الأقدم والأكثر شيوعًا التي تسمى نظام فوق الرأس (OHS)، تستخدم أرضية وسقف موصولين، ولكل منهما قطبية طاقة منفصلة. تلامس جهات الاتصال الموجودة أسفل السيارة الأرض بينما يلامس حذاء التلامس المثبت على العمود شبكة السقف، مما يشكل دارة كهربائية كاملة.
- الطريقة الأحدث، نظام الالتقاط الأرضي (FPU)، تستخدم شرائط متناوبة من المعدن عبر الأرضية مفصولة بفواصل عازلة، وبدون استخدام شبكة سقف. تحمل الشرائط المتناوبة تيار الإمداد، وتكون السيارات كبيرة بما يكفي بحيث يمكن لجسم السيارة دائمًا تغطية شريحتين على الأقل في وقت واحد. تقوم مجموعة من الفرش الموجودة أسفل كل سيارة بإجراء اتصال عشوائي مع أي شريط موجود أدناه، ويتم فرز قطبية الجهد على كل جهة اتصال لتوفير دارة كهربائية صحيحة وكاملة لتشغيل السيارة.
- تعمل السيارة الاصطدامية التي يتم تشغيلها على متن السفن البحرية السياحية من فئة كوانتوم على بطاريات كهربائية. هذا لتجنب الإيصال بالأرضية/ السقف الخاصين بسيارات التصادم التقليدية، تستخدم هذه الطريقة في توفير الطاقة النقل والتحويل والاستخدام في مكان مناسب كصالة الألعاب الرياضية متعددة الأغراض (ملعب كرة السلة). العيب هو أن سيارات الصدمات المستخدمة على هذه السفن تستغرق عدة ساعات لإعادة شحن بطارياتها.[4]

عادة ما يتم إعداد الأرضية المعدنية كمسار مستطيل أو بيضاوي، ويتم رش الجرافيت على الأرض لتقليل الاحتكاك. يحيط مصد مطاطي بكل مركبة. أما السائقون فهم إما يتصادمون أو يراوغون بعضهم البعض أثناء لعبهم. عادة ما تكون أدوات التحكم عبارة عن مسرع وعجلة قيادة. يمكن جعل السيارات تتراجع عن طريق تدوير عجلة القيادة بعيدًا بما يكفي في أي من الاتجاهين، وهو أمر ضروري في حالات التراكم المتكررة التي تحدث أثناء اللعب.
على الرغم من أن فكرة الركوب هي الاصطدام بالسيارات الأخرى، إلا أن الملاك المهتمين بالسلامة (أو على الأقل المهتمين بعدم الوقوع في مشاكل قضائية) يضعون أحيانًا لافتات كتب عليها «لا للاصطدام (وجهاً لوجه)». غالبًا ما يتم تجاهل هذه القواعد من قبل راكبي سيارات التصادم، وخاصة الأطفال الصغار والمراهقين.
تقع أكبر أرضية سيارة تعمل بالصدمات في الولايات المتحدة في ستة أعلام أمريكا العظمى (Six Flags Great America) في جورني (Gurnee)، إلينوي. تبلغ مساحة الارضية 51 قدمًا و 9 بوصات (15.77 مترًا) في 124 قدمًا و 9 بوصات (38.02 مترًا) أو ما مجموعه 6,455 قدمًا مربعًا (599.7 مترًا مربعًا). تم بناء نسخة طبق الأصل منها في كاليفورنيا في سانتا كلارا ؛ ومع ذلك، في عام 2005 ، تمت إضافة جزيرة خرسانية إلى منتصف الأرضية لتعزيز حركة المرور باتجاه واحد، مما يقلل من مساحة الأرضية.

## طالع كذلك

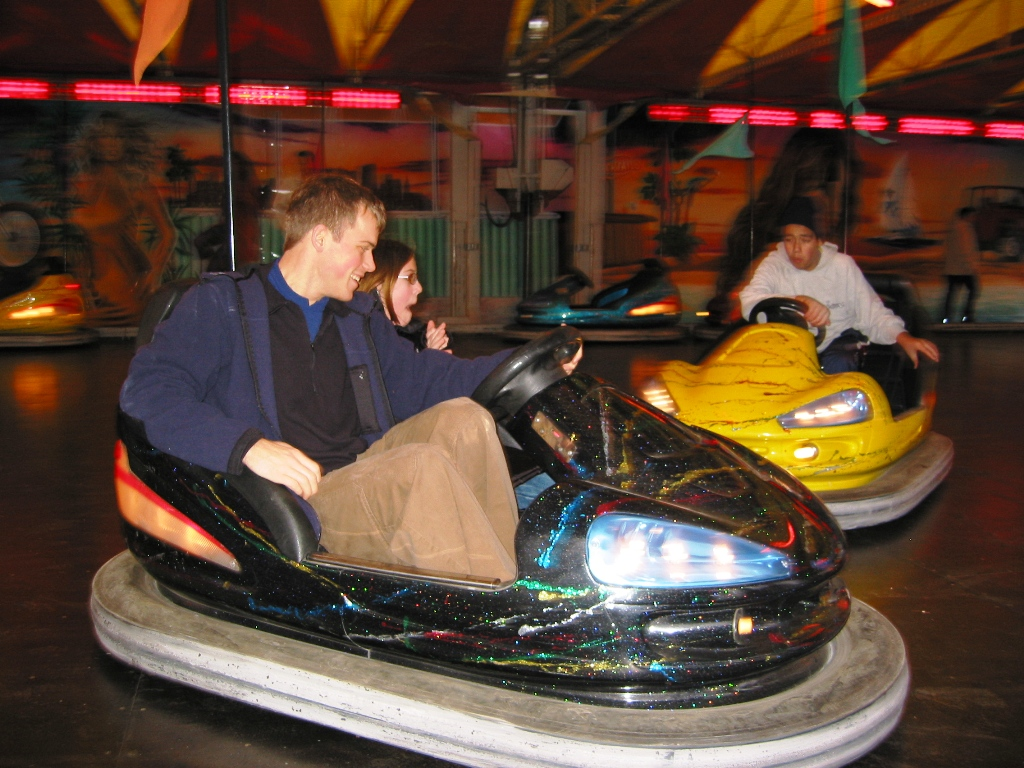
سيارات اصطدامية في معرض المدينة

- مركبة كهربائية.
- حديقة ملاهي.

## معرض الصور

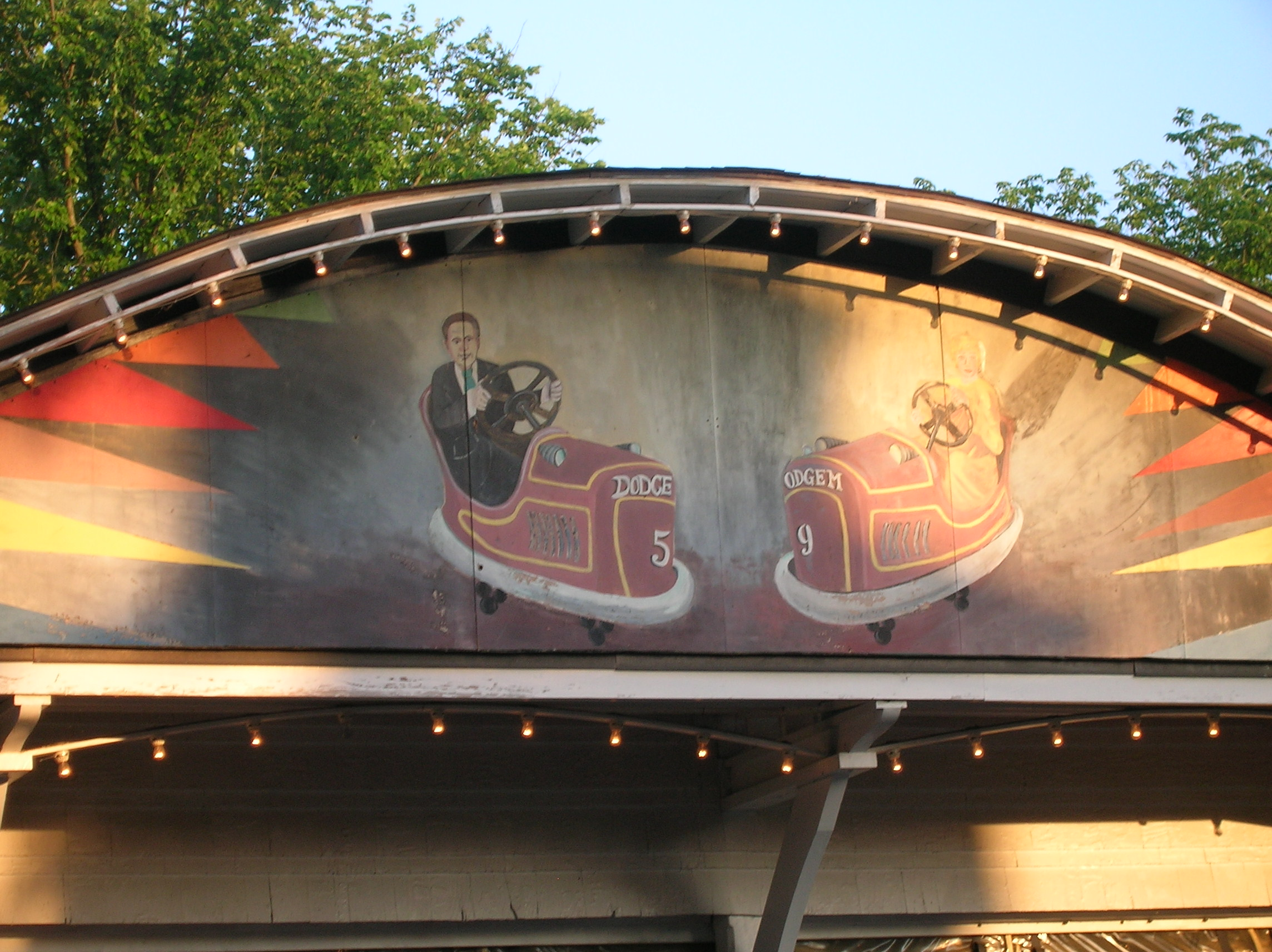
لوحة زخرفية للسيارات الاصطدامية
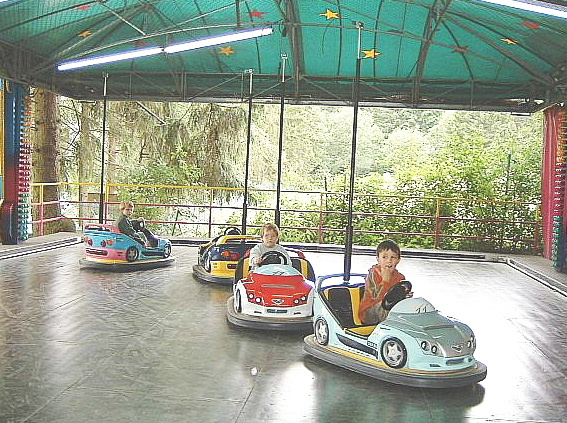
السيارات الاصطدامية تاونوس وندرلاند
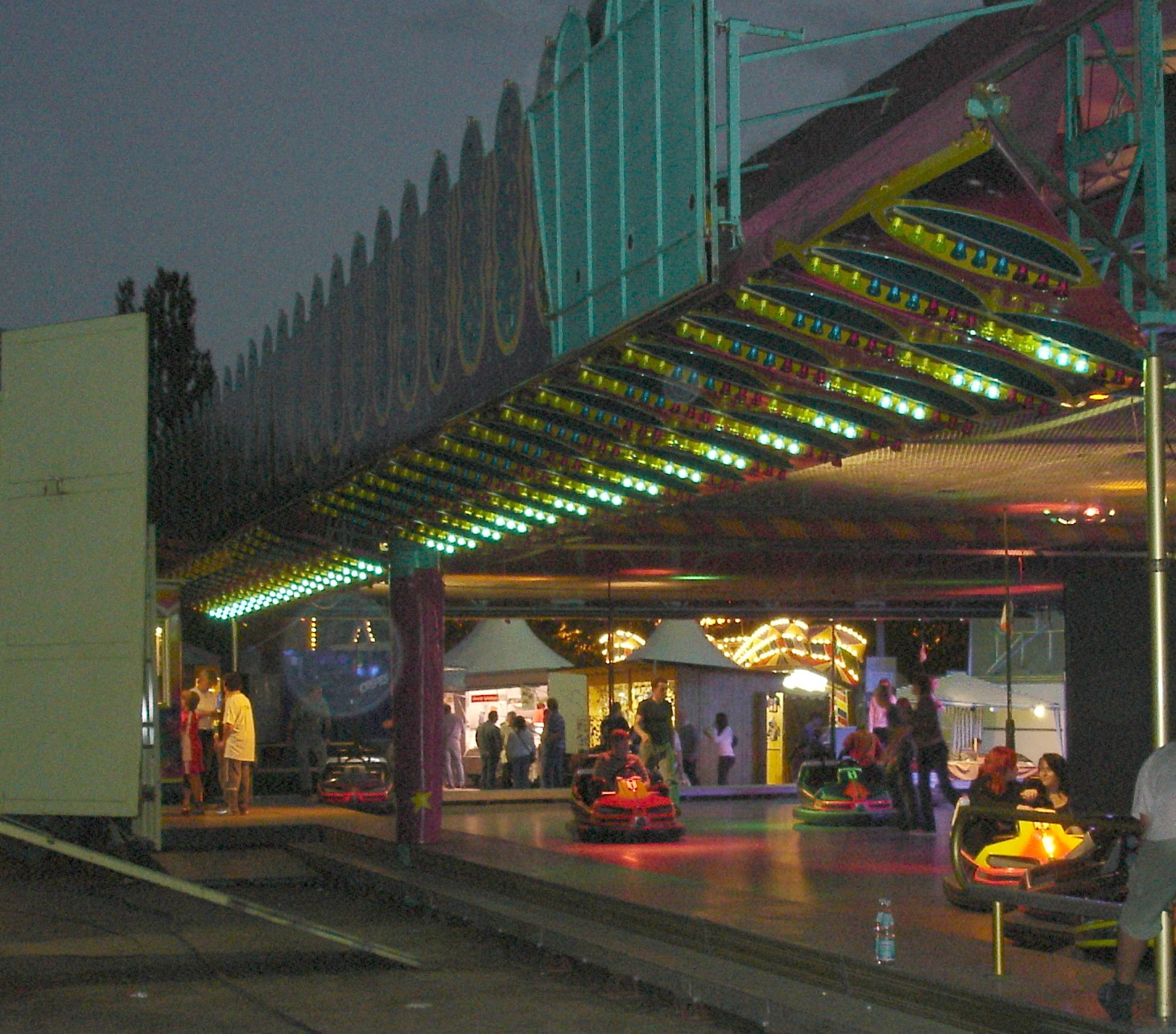
السيارات الاصطدامية فرانكفورت
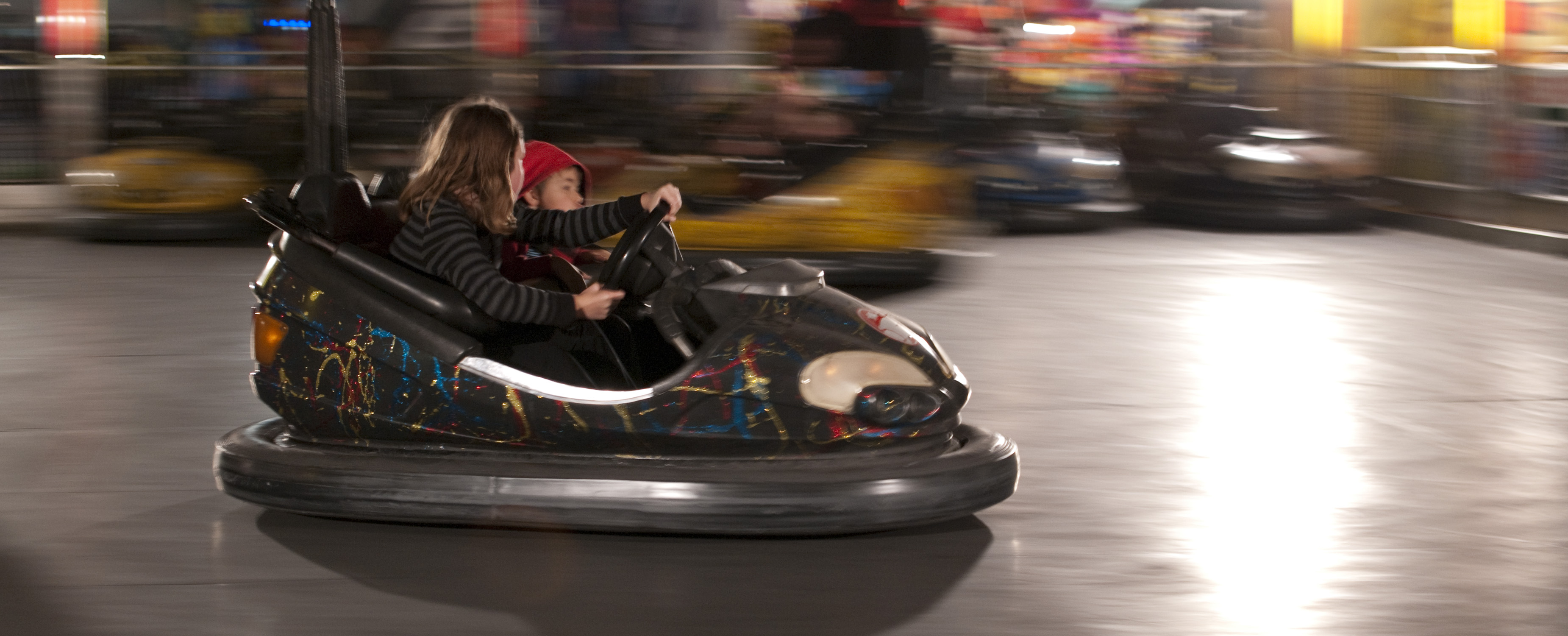
سيارة اصطدامية في معرض أديلايد الملكي